# Kurs (Lehrveranstaltung)
Ein Kurs ist ein Sammelbegriff für eine Lehrveranstaltung, die sich aus einer Folge von Unterrichtseinheiten zusammensetzt, und deren Gestalt und Zielsetzung sehr unterschiedlich sein kann. Er beschreibt den Weg von einem Ausgangspunkt hin zu einem Lernziel (vgl. Curriculum). Ein Kurs ist in der Regel für mehrere Teilnehmer konzipiert, deren Anzahl nach oben und unten begrenzt sein kann. 
Ein Kurs ermöglicht es, ein Lernangebot zu einem (Dienstleistungs-)Produkt zu machen. Im Unterschied zum Individualunterricht können die Gesamtkosten eines Kurses von mehreren Teilnehmern getragen werden. 

## Begriff
Unter einem Kurs werden neben der klassischen Präsenzveranstaltung auch Angebote des Fernunterrichts oder des E-Learnings verstanden. Der Begriff wird darüber hinaus für Lernbeiträge in Fachzeitschriften verwendet. Umgangssprachlich wird in der Regel unter einem Kurs die Präsenzveranstaltung mit zwei Elementen gefasst: Das eigentliche Lernprodukt mit dem konkreten Durchführungsangebot. In der Regel haben Kurse eine zeitliche Kontinuität, d. h. sie finden an mehreren (oft regelmäßigen) Terminen statt.

## Organisation
Von einem Kurs als ausgearbeitetem Lernweg ist seine Durchführung zu unterscheiden, also die Angebotsinformationen darüber, wann, wo, zu welchen Kosten und mit welcher minimalen beziehungsweise maximalen Teilnehmerzahl der Kurs angeboten wird.
Wichtige Informationen über die Rahmenbedingungen eines Kurses sind Hinweise auf die persönlichen Voraussetzungen, gegebenenfalls auf formale Voraussetzungen (beispielsweise bestimmte Abschlüsse, Besuch eines Vorkurses oder ein bestimmtes Sprachniveau bei Fremdsprachenkursen) und auf eine gegebenenfalls besondere Methodik und Kursform. Diese Faktoren liegen der Ausgestaltung eines Curriculums stets zugrunde. Entsprechend wichtig kann ihre Erwähnung für eine qualifizierte Teilnahmeentscheidung sein.

## Crashkurs
Lehrveranstaltungen, die den Wissensstoff sehr schnell und komprimiert vermitteln, werden als Crash-Kurse bezeichnet. Je nach Fachgebiet dauert ein Crash-Kurs lediglich wenige Stunden, Tage oder Wochen, z. B. in der Fremdsprachenvermittlung. Manche Bildungsträger verwenden stattdessen die Bezeichnungen „Intensivlehrgang“, „Intensivkurs“ oder „Schnellkurs“.